# Алексєєнко Ренетта Іванівна
Ренетта Іванівна Алексє́єнко (2 лютого 1923, Київ — 5 квітня 2010) — українська радянська театральна актриса; заслужена артистка Української РСР з 1977 року.

## Життєпис
Народилася 2 лютого 1923 року в місті Києві. 1949 року закінчила Київський театральний інститут, де навчалася у Любові Гаккебуш, Семена Ткаченка.
Протягом 1949—1950 років працювала у Дрогобицькому обласному музично-драматичному театрі; у 1951—1954 роках — у Запорізькому українському музично-драматичному театрі імені Миколи Щорса; у 1954—1985 роках — у Полтавському українському музично-драматичному театрі імені Миколи Гоголя; у 1985—1990 роках — у Київському театрі оперетти.
Померла 5 квітня 2010 року.

## Ролі
- Зоя Жмут («Вовчиха» за Ольгою Кобилянською);
- Уляна («Дикий Ангел» Олексія Коломійця);
- Акулина («Влада темряви» Льва Толстого);
- Дульська («Мораль пані Дульської» Габріелі Запольської);
- Гордиля, Мокрина («Циганка Аза», «Сорочинський ярмарок» Михайла Старицького);
- Поліна («Трибунал» Андрія Макайонка);
- мадам Енно («На світанку» Оскара Сандлера);
- Лоліта («Цирк запалює вогні» Юрія Мілютіна);
- Клава («Потрібна героїня» Веніаміна Баснера).